# Robert Urbański
Robert Urbański (ur. 1 października 1973 we Włocławku) – polski wioślarz.

## Osiągnięcia
- Mistrzostwa Świata – Aiguebelette 1997 – czwórka bez sternika wagi lekkiej – 11. miejsce[1].
- Mistrzostwa Świata – Kolonia 1998 – czwórka bez sternika wagi lekkiej – 19. miejsce[1].
- Mistrzostwa Świata – Zagrzeb 2000 – dwójka bez sternika wagi lekkiej – 6. miejsce[1].
- Mistrzostwa Świata – Lucerna 2001 – czwórka bez sternika wagi lekkiej – 12. miejsce[1].
- Mistrzostwa Świata – Sewilla 2002 – czwórka bez sternika wagi lekkiej – 8. miejsce[1].
- Mistrzostwa Świata – Mediolan 2003 – czwórka bez sternika wagi lekkiej – 12. miejsce[1].
- Mistrzostwa Świata – Banyoles 2004 – dwójka bez sternika wagi lekkiej – 7. miejsce[1].
- Mistrzostwa Świata – Linz 2008 – ósemka wagi lekkiej – 5. miejsce[1].